# Pareuchaetes girardi
Pareuchaetes girardi är en fjärilsart som beskrevs av William Schaus 1933. Pareuchaetes girardi ingår i släktet Pareuchaetes och familjen björnspinnare. Inga underarter finns listade i Catalogue of Life.